# Niania i wielkie bum
Niania i wielkie bum (ang. Nanny McPhee And The Big Bang) – brytyjski film komediowo-familijno-fantastyczny na podstawie książki Christianny Brand.

## Fabuła
Akcja filmu rozgrywa się sto lat po wydarzeniach z „Niani”. Obdarzona magicznymi umiejętnościami niania McPhee (Emma Thompson)
opiekuje się dziećmi, które zostały ewakuowane podczas II wojny światowej. 

## Obsada
- Emma Thompson – Niania McPhee
- Maggie Gyllenhaal – Pani Green
- Ralph Fiennes – Lord Gray
- Bill Bailey – Farmer MacReadie
- Nonso Anozie – Sierżant Jeffreys
- Sam Kelly – Pan Spolding
- Eros Vlahos – Cyril
- Rosie Taylor-Ritson – Celia
- Lil Woods – Megsie
- Ewan McGregor − Pan Green
- Maggie Smith – Pani Agata Doherty
- Rhys Ifans – Wujek Phil
- Asa Butterfield – Norman
- Katy Brand – Panna Turvey
- Oscar Steer – Vincent
- Daniel Mays – Blenkinsop

## Wersja polska
Wersja polska: Start International Polska

Reżyseria: Anna Apostolakis

Dialogi polskie: Joanna Serafińska

Dźwięk i montaż: Michał Skarżyński

Kierownictwo produkcji: Dorota Nyczek

W wersji polskiej udział wzięli:
- Joanna Szczepkowska – Niania McPhee
- Anna Dereszowska – Pani Green
- Julia Chatys – Celia
- Jakub Gąsowski – Cyril
- Olga Zaręba – Megsie
- Krzysztof Wójcik – Norman
- Bernard Lewandowski – Vincent
- Tomasz Borkowski – Phil
- Arkadiusz Jakubik – Farmer Macreadie
- Grzegorz Pawlak – Lord Gray
- Andrzej Gawroński – Pan Docherty
- Aleksandra Koncewicz – Pani Agata Docherty
- Dominika Kluźniak – Panna Fiksum
- Anna Ułas – Panna Dyrdum
- Wojciech Paszkowski – Blenkinsop
- Jacek Król – Jeffreys